# L'Art sacré
L'Art sacré est une revue de réflexion et promotion de l'art religieux catholique qui parut de juillet 1935 à 1969. Fondée par Joseph Pichard, un artiste chrétien, et de périodicité mensuelle, elle fut rachetée par les éditions du Cerf en 1936 et, après une interruption due à la guerre, reparut en 1945 sous la direction des pères dominicains Pie Regamey et Marie-Alain Couturier.   

## Histoire
Au début du XXe siècle (et déjà à la fin du XIXe) une réaction à l’art religieux académique et sulpicien prend forme. Des intellectuels et artistes catholiques  (tels Camille Huysmans, Paul Claudel et Maurice Denis) exhortent à ce que l’Église catholique renoue avec son ancienne créativité artistique et s’enracine ainsi mieux dans la culture du XXe siècle.    
Des ateliers d’art sacré sont créés (1920) et un mouvement d’artistes catholiques voit le jour (‘Catholiques des Beaux-arts’). Des verriers et mosaïstes sont intéressés. Une première grande exposition d’art sacré est organisée en 1934 par l’Office Général d’Art Religieux' [OGAR] nouvellement fondé. C’est au lendemain de cette exposition que Joseph Pichard (1892-1973) un laïc chrétien, publie le premier numéro de la revue ‘l’Art sacré’.   De parution mensuelle, elle abordait tous les domaines artistiques en des numéros composites, riches de débats entre art contemporain et foi chrétienne, promouvant l’expression artistique de la pratique religieuse chrétienne.
Vivant mal d’un nombre restreint d’abonnements elle fut rachetée par les éditions du Cerf en 1936 et sa publication bientôt suspendue (1939) durant la Seconde guerre mondiale. Après la guerre, et sous la direction des pères dominicains Pie Regamey et Marie-Alain Couturer elle reprend vie (1945).   
La revue cesse sa publication en 1969, quelques années après la clôture du concile Vatican II. 